# 4149 Harrison
A 4149 Harrison (ideiglenes jelöléssel 1984 EZ) a Naprendszer kisbolygóövében található aszteroida. Brian A. Skiff fedezte fel 1984. március 9-én.